# Liste des ceintures périphériques de la Belgique

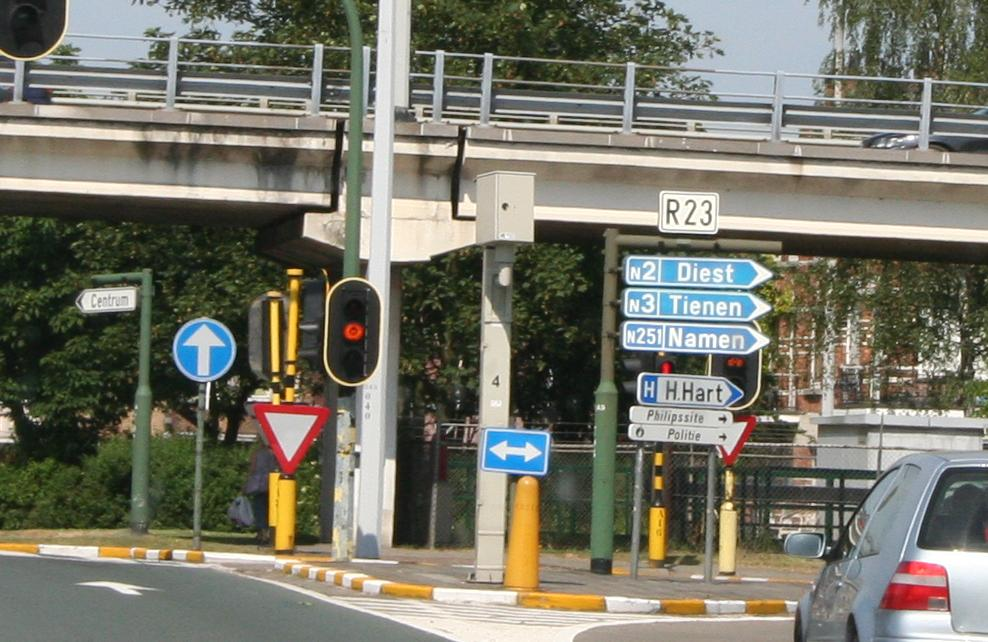
Le ring de Louvain

La plupart des grandes villes de Belgique possèdent une ou plusieurs ceintures périphériques, appelées ring (mot allemand, néerlandais et anglais signifiant « anneau »). Bruxelles en possède quatre : la petite ceinture (R20), la ceinture intermédiaire (R21), la Vallée de la Woluwe (R22) et le ring extérieur (R0) qui est une autoroute.
Certains rings peuvent avoir un statut de route avec la lettre R, voire route européenne.
Les rings peuvent être autoroutiers ou non, à chaussées séparées ou non, avec limitation de vitesse de 50 ou 70 km/h. La vitesse dépend du statut du ring.

## Les rings officiels

### Déjà existants

#### Principaux
- est le grand ring de Bruxelles
- est le ring d'Anvers
- est le grand ring d'Anvers
- est le grand ring (dénommé "Périphérique") de Charleroi
- est le grand ring de Gand
- est le grand ring de Mons
- est le grand ring de Malines
- est le ring de Courtrai
- est la petite ceinture (dénommée "Ring") de Charleroi

#### Secondaires
À l'instar des 3e et 4e réseaux de routes nationales, la numérotation des autoroutes locales permet d'identifier la province où elles sont localisées. En effet, le premier chiffre correspond à un indicatif provincial (de 1 à 9, selon les neuf anciennes provinces, et dans l'ordre alphabétique en français).

##### De la province d'Anvers
- est la petite ceinture d'Anvers
- est la grande ceinture d'Anvers
- R12 est le petit ring de Malines
- R13 est le ring de Turnhout
- R14 est le ring de Geel
- R15 est le ring d'Herentals
- R16 est le ring de Lierre

##### Du Brabant
- R20 est la petite ceinture de Bruxelles
- est la grande (ou moyenne) ceinture de Bruxelles
- est une grande ceinture de Bruxelles (Est) et Vilvorde
- R23 est le ring de Louvain
- est le ring de Nivelles
- R25 est le ring d'Aarschot
- R26 est le ring de Diest
- R27 est le ring de Tirlemont

##### De la Flandre-Occidentale
- R30 est la petite ceinture de Bruges
- est le contournement d'Ostende
- R32 est le ring de Roulers
- R33 est le ring de Poperinge
- R34 est le ring de Thourout
- R35 est le ring de Waregem
- R36 est la petite ceinture de Courtrai

##### De la Flandre-Orientale
- R40 est la petite ceinture de Gand
- R41 est le ring d'Alost
- R42 est le ring de Saint-Nicolas
- R43 est le ring d'Eeklo

##### Du Hainaut
- R50 est la petite ceinture de Mons
- R51 est le boulevard circulaire de Charleroi
- R52 est le ring de Tournai
- R53 est le ring de Châtelet
- est le ring de La Louvière, dont seul le contournement ouest existe à ce jour

##### De la province de Liège
- R61 est le ring de Verviers
- R62 est le ring de Hannut

##### Du Limbourg
- R70 est la petite ceinture d'Hasselt
- R71 est la grande ceinture d'Hasselt
- R72 est le ring de Tongres
- R73 est le ring de Bree

### Abandonné
- R7 était le projet du grand ring de Liège (complété par l'autoroute belge A605). Il est pratiquement certain qu'il soit définitivement abandonné au vu du coût, de l'opposition persistante du parti écologiste et des recours multiples.
- Il y a cependant un "ring" indiqué comme tel sans numéro qui reprend le trajet de l'autoroute E25 entre Cheratte et l'A602.

## Les rings non officiels
Des routes nationales, qui fonctionnent (partiellement) comme des rings:
- Les E411-E42; le ring de Namur
- Les N90-N92 ; petite ceinture de Namur
- Les N1-N113 ; le contournement du centre-ville d'Anvers
- La N7; le ring d'Ath
- La N8; le ring de Furnes
- La N31; le grand ring de Bruges
- La N36; le ring de Deerlijk
- Les N4-N82; le ring d'Arlon
- La N71; le ring de Mol
- Les N71-N769; le ring de Lommel
- La N72; le ring de Beringen
- La N73; le ring de Peer
- La N76; le ring de Genk
- La N203a; le ring de Hal
- La N238; le ring de Louvain-la-Neuve
- La N405; le ring de Ninove
- La N568; le ring de Charleroi
- La N712; le ring d'Overpelt
- La N4; le ring de Gembloux